# Platylabus concinnus
Platylabus concinnus là một loài tò vò trong họ Ichneumonidae.